# Libor Došek
Libor Došek, né le 24 avril 1978 à Brno en Tchéquie, est un footballeur tchèque évoluant au poste d'attaquant.

## Carrière
- 1997-2003 : 1.FC Brno  Tchéquie
- 2003-2004 : Chmel Blšany  Tchéquie
- 2004-2005 : FC Slovan Liberec  Tchéquie
- 2005-2009 : Sparta Prague  Tchéquie
- 2009 : AO Xanthi  Grèce
- 2009-2010 : Sparta Prague  Tchéquie
- 2010-2011 : FK Teplice  Tchéquie
- Depuis 2011 : FC Slovacko  Tchéquie